# Ubisoft Nagoya
Ubisoft Nagoya株式会社（ユービーアイソフトナゴヤ）は、日本のかつて愛知県名古屋市中区に本社を置いていたゲームソフトメーカーである。

## 概要
1996年（平成8年）9月、株式会社デジタルキッズとして設立された。2008年（平成20年）1月には、フランスのゲームメーカーユービーアイソフトに買収されUbisoft Nagoya株式会社となった。開発拠点は名古屋と大阪の2ヶ所においていたが、のちに名古屋の拠点を閉鎖し大阪に統合。社名もUbisoft Osaka株式会社に改めている。
2024年（令和6年）12月4日にはUbisoft San Franciscoと共にUbisoft Osakaが閉鎖されることがアナウンスされた。

## 沿革
- 1996年（平成8年）9月 - 名古屋市西区に「株式会社デジタルキッズ」として設立[4]。
- 2008年（平成20年）1月 - UBISOFT ENTERTAINMENT S.A.に買収され「Ubisoft Nagoya株式会社」に商号を変更[4]。

## 主なゲーム作品
※（）内は発売元
- ラブラブハムスター
- ハムスターパラダイス（アトラス）
- 昆虫ファイターズ
- ゴルフ王
- ディノブリーダー（J・ウイング）
- 幻想魔伝 最遊記 〜叛逆の闘神太子〜

など

## 事業所
- 本社・名古屋スタジオ（愛知県名古屋市中区）
- 大阪スタジオ（大阪府大阪市北区）